# Ptilonia
Ptilonia (Harvey) J. Agardh, 1863  é o nome botânico de um gênero de algas vermelhas pluricelulares da família Bonnemaisoniaceae.

## Espécies
Atualmente 6 espécies são consideradas taxonomicamente válidas:
- Ptilonia australasica Harvey, 1859
- Ptilonia magellanica (Montagne) J. Agardh
- Ptilonia mooreana Levring, 1955
- Ptilonia okadae Yamada, 1933
- Ptilonia subulifera J. Agardh, 1890
- Ptilonia willana Lindauer, 1947